# 黑人當道
《黑人當道》（英語：Black-ish）是一部由肯尼亚·巴里斯開創，於2014年9月24日在ABC開播的美国喜剧电视连续剧。
2018年5月11日，本劇獲ABC第5季續訂。第五季于2018年10月16日首播。

## 演員和角色
- 安东尼·安德森 飾演 安德烈·约翰逊
- 崔西·埃里斯·罗斯（英语：Tracee Ellis Ross） 飾演 彩虹·约翰逊
- 亞拉·夏希蒂（英语：Yara Shahidi） 飾演 佐伊·约翰逊
- 马库斯·斯克里布纳（英语：Marcus Scribner） 飾演 小安德烈·约翰逊
- 迈尔·斯布朗 飾演 杰克·约翰逊
- 马赛·马丁（英语：Marsai Martin） 飾演 戴安娜·约翰逊
- 杰夫·米查姆（英语：Jeff Meacham） 飾演 查理·特拉菲
- 詹妮弗·刘易斯（英语：Jenifer Lewis） 飾演 如比·约翰逊
- 迪昂·柯爾（英语：Deon Cole） 飾演 喬許·欧普分霍爾
- 彼得·麦肯齐（英语：Peter Mackenzie） 飾演 莱斯利·史蒂文斯